# Češi v Rakousku
Češi v Rakousku tvoří významnou a jednu z nejpočetnějších národnostních menšin. K 1. lednu 2020 žilo v Rakousku přes 36 000 rakouských občanů narozených v Česku respektive české části dřívějšího Československa a přes 14 000 občanů České republiky. Podle odhadu Ministerstva zahraničních věcí České republiky z roku 2007 žilo v Rakousku tehdy asi 55 000 Čechů. Česká menšina v Rakousku je tak pravděpodobně největší českou diasporou v Evropě. (V Německu žije podle odhadů 50 000 a ve Spojeném království 40 000 lidí českého původu). Zdaleka největší počet Čechů a Moravanů žije ve Vídni.

## Historie

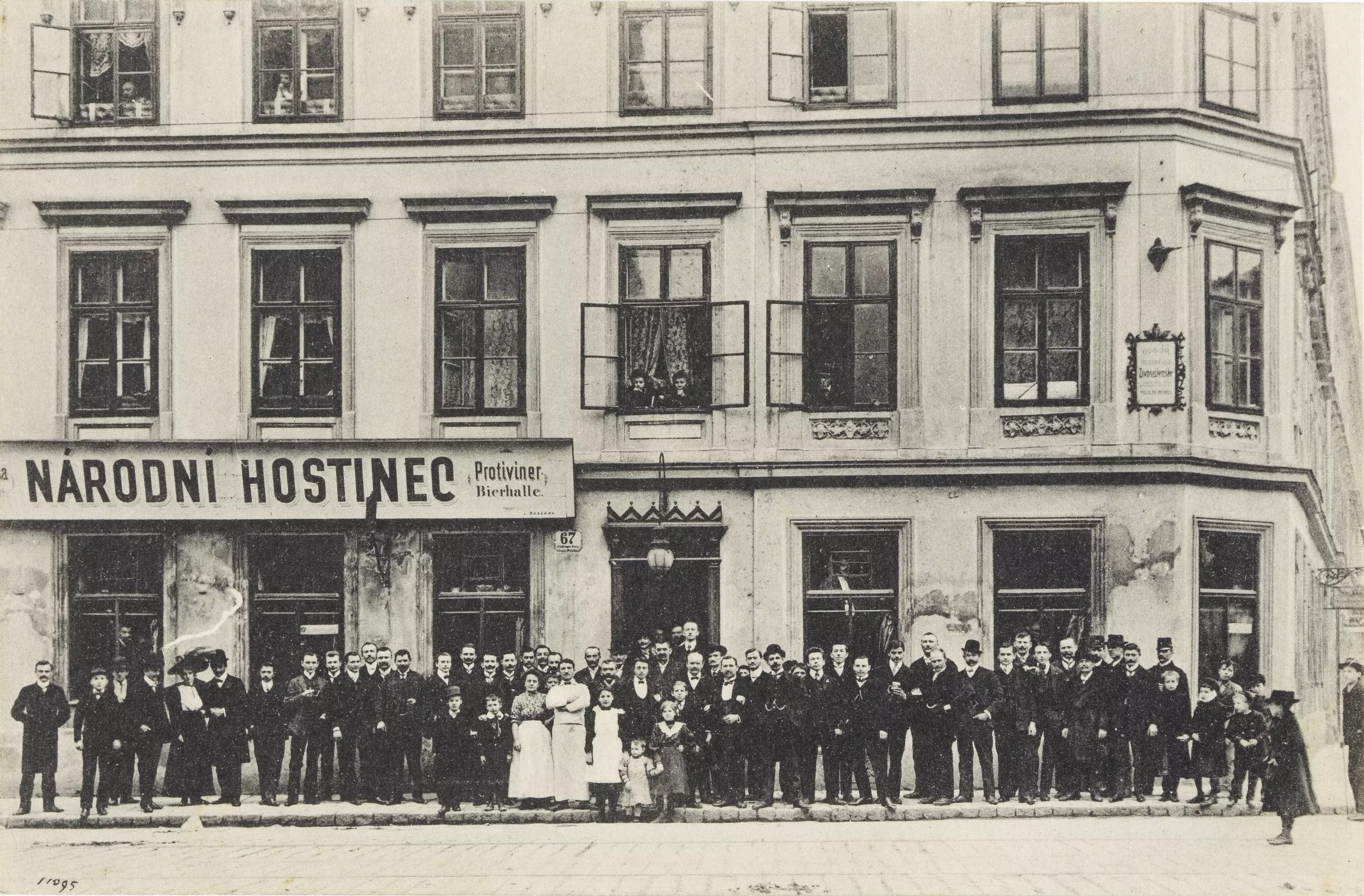
Národní hostinec na Ottakringer Straße 67

Mezi 6. a 10. stoletím převažovalo v severní částí dnešního Rakouska slovanské osídlení. Po zániku Velkomoravské říše na počátku 10. století se oblast postupně germanizovala. 

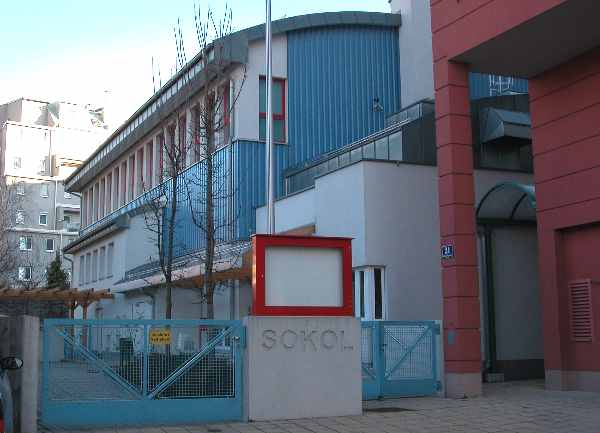
Sokolovna (něm. Sokolhaus) na Angeligasse ve vídeňském okrese Favoriten

### 19. století
K nejbouřlivějšímu rozvoji došlo během druhé průmyslové revoluce v tehdejším Rakousko-Uhersku ve druhé polovině 19. století, kdy došlo k ekonomické migraci Čechů do Rakouska, především do Lince a Vídně. V 80. až 90. letech 19. století emigrovalo do Rakouska přibližně 230 000 Čechů a Slováků, zejména jako dělníci na stavbách a v dalších spíše podřadných profesích ve větších městech, především však ve Vídni. Ve Vídni v roce 1900 žilo celkem přes 1 600 000 lidí, z toho se přes 100 000 z nich přihlásilo k české národnosti. Reálné odhady však hovoří až o 250–300 000 Čechů na přelomu 19. a 20. století ve Vídni, čímž byla Vídeň brána jako "druhé největší české město". 

### Meziválečné období
Po první světové válce a zániku Rakousko-Uherska se desetitisíce Čechů přestěhovaly do nově vzniklého Československa, celkem asi 150 000 osob. Přes velmi dobré vztahy mezi Rakouskem a první republikou před nástupem fašismu začala česká menšina upadat. Po nástupu fašismu a anexi Rakouska nacistickým Německem v roce 1938 se situace pro Čechy žijící v Rakousku citelně zhoršila. Byly zakázány české spolky, bylo zastaveno vydávání českých novin a časopisů a byly všechny české školy byly uzavřeny.

### Po druhé světové válce
Po druhé světové válce v roce 1945 do roku 1948 do Československa reemigrovalo na 20 000 lidí. Během studené války do Rakouska emigrovaly tisíce Čechoslováků, přičemž největší vlna nastala v roce 1968 v souvislosti s Invazí vojsk Varšavské smlouvy do Československa. I tak ovšem z původních více než 300 000 Čechů v době monarchie se do roku 1991 počet Čechů v Rakousku snížil na přibližně 10 000.
Teprve po sametové revoluci v roce 1989 se situace opět změnila. Do Rakouska přichází každoročně řadově stovky českých občanů především z ekonomických důvodů. Po vstupu České republiky do Evropské unie v roce 2004 odešlo do Rakouska několik desítek tisíc českých občanů, čemuž napomáhají dobré česko-rakouské vztahy a členství obou zemí v Evropské unii a otevření hranic, které umožnila Schengenská dohoda. Česká populace v Rakousku se od roku 2016 zvýšila až čtyřnásobně. 